# Punitivität
Der kriminologische Begriff Punitivität stammt vom lateinischen Wort punire ab und steht für die Bereitschaft und den Wunsch, Normabweichungen hart zu sanktionieren, und  kann frei mit Straflust übersetzt werden. Punitivität bildet einen Gegensatz zu bessernden, resozialisierenden oder versöhnenden Reaktionen auf Delinquenz.
In der kriminologischen Literatur wird eine deutliche Zunahme der Punitivität seit Anfang der 1990er Jahre registriert – insbesondere in den USA und in Großbritannien. Für Deutschland hat Wolfgang Heinz die These von einer Entwicklung hin zu mehr Punitivität hingegen auf Basis einer empirischen Untersuchung der Strafrechtspflegestatistiken (Untersuchungszeitraum: bis einschließlich 2008) zurückgewiesen. Die These sei Ausdruck eines dem Zeitgeist entsprechenden Mythos, der sich empirisch jedoch nicht erhärten lasse.